# رنو اسپانیا
رنو اسپانیا (انگلیسی: Renault España) شرکت خودروسازی اسپانیایی است، که در سال ۲۰۰۰ توسط شرکت رنو تأسیس شد.